# Liste der Kulturgüter in Untervaz
Die Liste der Kulturgüter in Untervaz enthält alle Objekte in der Gemeinde Untervaz im Kanton Graubünden, die gemäss der Haager Konvention zum Schutz von Kulturgut bei bewaffneten Konflikten, dem Bundesgesetz vom 20. Juni 2014 über den Schutz der Kulturgüter bei bewaffneten Konflikten sowie der Verordnung vom 29. Oktober 2014 über den Schutz der Kulturgüter bei bewaffneten Konflikten unter Schutz stehen.
Objekte der Kategorien A und B sind vollständig in der Liste enthalten, Objekte der Kategorie C fehlen zurzeit (Stand: 13. Oktober 2021).

## Kulturgüter
| Foto |                                                                     | Objekt                                                       | Kat. | Typ | Standort                     | Beschreibung |
| ---- | ------------------------------------------------------------------- | ------------------------------------------------------------ | ---- | --- | ---------------------------- | ------------ |
| ja   | Datei hochladen · Wikidata zu Burg Neuburg (Q1013259)               | Neuburg, mittelalterliche Burgruine KGS-Nr.: 3370            | A    | G   | Wingertliweg 760390 / 197890 |              |
| ja   | Datei hochladen · Wikidata zu Burg Rappenstein (Q1013583)           | Rappenstein, mittelalterliche Höhlenburgruine KGS-Nr.: 3371  | B    | G   | 758665 / 199170              |              |
| BW   | Datei hochladen · Wikidata zu (Q29785222)                           | Friewis-Bad KGS-Nr.: 3372                                    | B    | G   | Friewis 3 760100 / 201450    |              |
| ja   | Datei hochladen · Wikidata zu St. Laurentius (Untervaz) (Q29785224) | Katholische Kirche St. Laurentius mit Umgebung KGS-Nr.: 3373 | B    | G   | Kirchgasse 759650 / 199480   |              |